# Johann Georg Krönlein

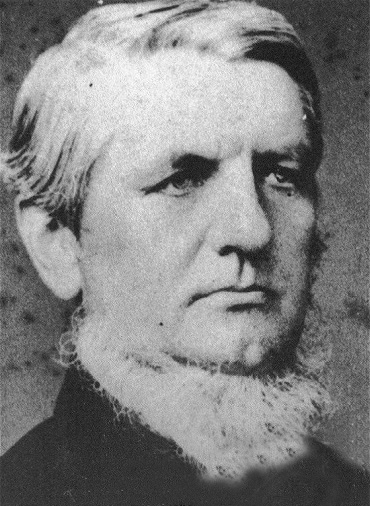
Krönlein (vor 1896)

Johann Georg Krönlein (* 19. März 1826 in Segnitz bei Würzburg; † 27. Januar 1892 in Wynberg, Kapkolonie) war ein lutherischer Missionar und Sprachforscher in Südwestafrika (heute Namibia) und Südafrika.

## Jugend und Ausbildung
Johann Georg Krönlein stammte aus einer unterfränkischen Gerberfamilie, arbeitete zunächst als Kaufmann und trat 1846 in die Rheinische Missionsgesellschaft ein, die ihn in Barmen zum Missionar ausbildete.

## Familie
Aus der Familie gingen mehrere Missionare hervor. Sein ältester Halbbruder Johann Michael Krönlein (* 1811 Segnitz; † 1883 Bielefeld), der zunächst das Geschäft des Vaters Vitus Krönlein übernommen hatte, wirkte unter anderem als Missionar in Loudonville in Ohio. Sein Bruder Johann Friedrich Krönlein (* 1827 Segnitz; † 1903 Ebersdorf in Thüringen) war Missionar in Paramaribo in Suriname. Sein jüngster Bruder Carl Ludwig Krönlein (* 1828 Segnitz; † 1894 in  Karlsruhe) arbeitete in der inneren Mission als Herbergsvater. Eine Großnichte, Luise Wagner, Tochter seiner Schwester Sophia Margaretha Krönlein, die einen Pfarrer geheiratet hatte, unterstützte ihren Onkel in Südwestafrika als Missionsschwester.
Das gefährlichste Leben unter den Kindern des Segnitzer Gerbermeisters Vitus Krönlein hatte indes die jüngste Tochter, Maria Magdalena (* 1833), die 1854 den Missionar Ferdinand Rott heiratete. Fünf Jahre später, am 7. Mai 1859, wurde Rott mit seiner ältesten Tochter und sechs Missionsschwestern von Aufständischen Dajaks in Borneo ermordet. Seine schwangere Frau und zwei Kinder entkamen knapp und konnten auf einem holländischen Dampfer aus dem Gebiet flüchten. Ein Jahr später traf sie mit drei Kindern wieder in Deutschland ein und arbeitete als Lehrerin in Gütersloh. Nach diesen Begebenheiten entstand 100 Jahre später ein in den 1960er bis in die 1980er Jahre mehrfach aufgelegtes Jugendbuch.

## Missionstätigkeit in Südwestafrika und Südafrika

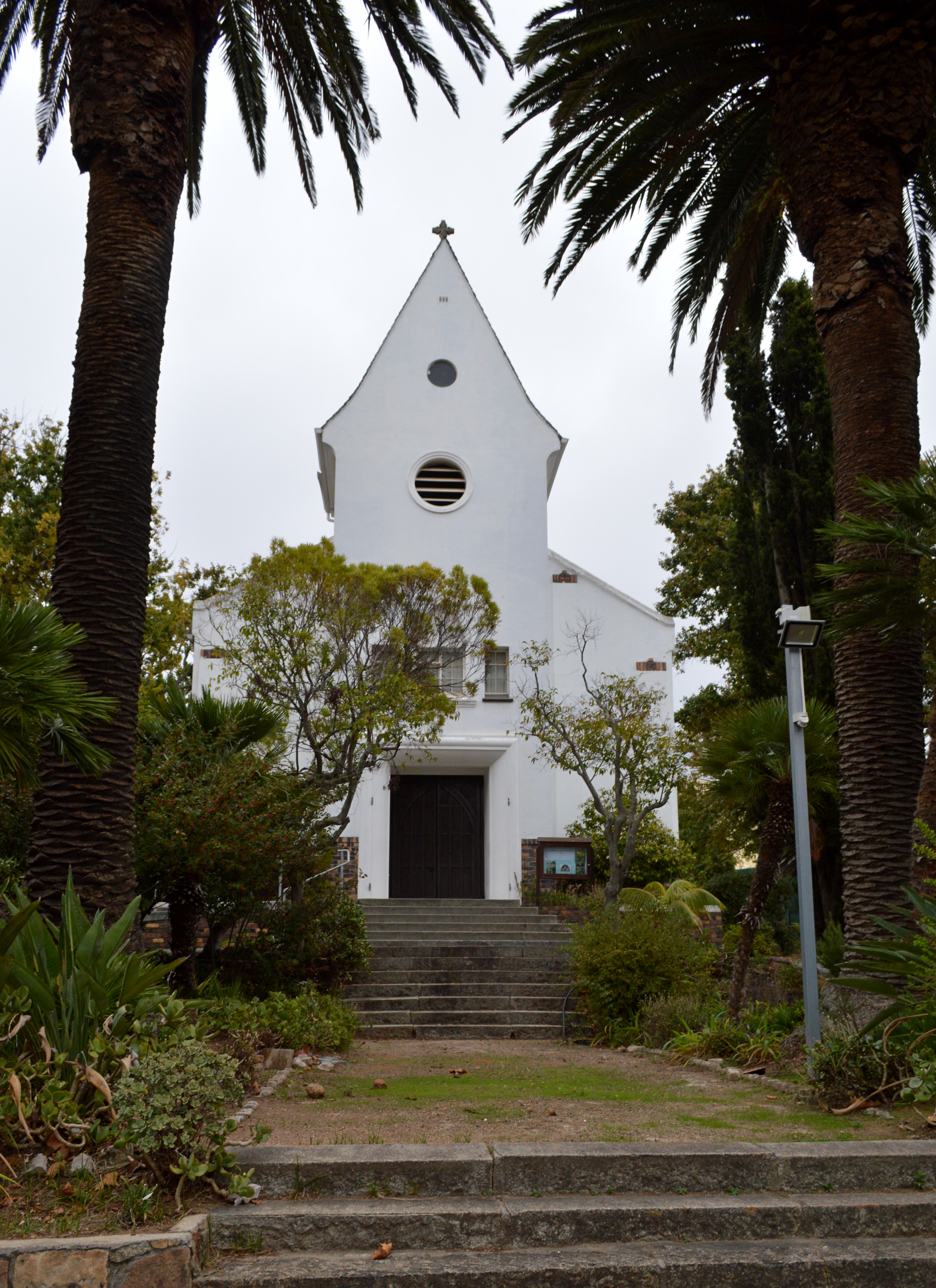
Die Evangelisch-Lutherische Kirche St. Johannis, Wynberg, Kapstadt

1851 ging Johann Georg Krönlein nach Südafrika und zog noch im gleichen Jahr nach Berseba im heutigen Namibia, wo er die Sprache der „Hottentotten“, heute Nama genannt, erlernte und in der Folge zahlreiche Aufsätze über dieses Volk und seine Sprache schrieb und auch das erste Nama-Wörterbuch zusammenstellte. Dabei konnte er auf die Arbeit von Zara und Johann Heinrich Schmelen aufbauen, die bereits Teile des neuen Testaments in die Namasprache übersetzt hatten. Zara Schmelen (um 1793–1831) war geborene „Hottentottin“ gewesen und hatte die Hauptarbeit des Übersetzens erledigt. Auch Krönlein nutzte die Hilfe einheimischer Konvertiten in den Gemeinden, so zum Beispiel die des Häuptlings Goliath und des Ältesten Tiboth. Berseba wurde unter Krönlein eine Musterstation der Rheinischen Mission.
Unter Krönlein wurde die Mission der Nama auch nach Keetmanshoop, Gibeon, Warmbad, Rietfontein und Gochas ausgeweitet.
Krönlein heiratete am 30. November 1852 Sophie Terlinden (* 10. Juli 1819 in Repelen; † 19. Mai 1898 in Wynberg bei Kapstadt) aus Friemersheim. Das Paar hatte keine Kinder.
Von 1867 bis 1877 wirkte Krönlein als Präses der Rheinischen Missionsgesellschaft in Namaland, für das er auch noch teilweise zuständig blieb, als er 1877 nach Stellenbosch (Südafrika) versetzt wurde. So entsandte ihn die Rheinische Missionsgesellschaft 1882 zu den Verhandlungen, bei denen der Friedensvertrag von Rehoboth mit den Nama ausgehandelt wurde.
1887 ging Krönlein als Pfarrer der Evangelisch-Lutherischen Kirche nach Wynberg. Dort arbeitete er weiter an der Erforschung der Namasprache und insbesondere an der von Zara Schmelen begonnenen Übersetzung der Bibel in diese Sprache. Auch Übersetzungen des Katechismus, eines Gesangbuchs und Schulbüchern gehen auf ihn zurück. Von ihm stammt das erste Nama-Wörterbuch, das bis heute als wichtigste Grundlage für die weitere Erforschung dieser Sprache gilt.

## Ehrungen

J. G. Krönlein und drei weitere Missionare auf einem südwestafrikanischen Ersttagsbrief von 1989 mit vier Sonderbriefmarken

Johann Georg Krönlein wurde bis mindestens zur 7. Auflage der Bibelübersetzung ins Khoekhoegowab als Mitübersetzer genannt. Des Weiteren war er 1989 auf einer Sonderbriefmarke des damaligen Südwestafrika abgebildet. Zudem wurde die Vorstadt Krönlein in Keetmanshoop, der Hauptstadt der Region ǁKharasKlicklaut in Namibia, nach ihm benannt. In seinem Geburtsort Segnitz gibt es im Altort eine Krönleinstraße, die etwa 50 Meter lang ist. Bei der einzigen in dieser kurzen Straße befindlichen Hausnummer (Krönleinstraße 1) handelt es sich um sein Geburtshaus, woran sich auch eine Erinnerungstafel befindet.

## Veröffentlichungen
- Johann Georg Krönlein: „Bersaba“ – Berichte der Rheinischen Missionsgesellschaft No.7 (1856), 108–112.
- Johann Georg Krönlein: „Bersabaer Bilder“ – Berichte der Rheinischen Missionsgesellschaft No.8 (1858), 113–126.
- Johann Georg Krönlein: „Aus Groß‐Namaqualand“ – Berichte der Rheinischen Missionsgesellschaft No.? (1863), 209–222.
- Johann Georg Krönlein (Hrsg.): !Nai-!Keiti neisa tsi asa testamens diti. The Calwer Biblical History in the Nama-Language. Berlin: Wilhelm Hertz 1866.
- Johann Georg Krönlein: Wortschatz der Khoi-Khoin (Namaqua-Hottentotten). Deutsche Kolonialgesellschaft in Kommission bei C. Heymanns Verlag, Berlin 1889.
- Johann Georg Krönlein: „Berichte und Briefe aus Berseba 1858–1864.“ – Hermann Heinrich Vedder (Hrsg.): Quellen zur Geschichte von Südwest-Afrika Nr. 11. Windhuk: Staatsarchiv 1928, 268–407.
- Johann Georg Krönlein: „Briefe und Berichte. Berseba 1870–1890.“ – Hermann Heinrich Vedder (Hrsg.): Quellen zur Geschichte von Südwest-Afrika Nr. 13. Windhuk: Staatsarchiv 1930, 576–744.
- Johann Georg Krönlein: „Ein Preisgedicht für den Häuptling Jonker Afrikaner.“ Wiederveröffentlicht in: Namibiana. Mitteilungen der ethnologisch-historischen Arbeitsgruppe Vol. I. Wissenschaftliche Gesellschaft, Windhoek 1979.